# Katrin Engeln
Katrin Engeln (* 1967) ist eine deutsche Kommunalpolitikerin (Grüne). Sie ist seit 2022 Bürgermeisterin von Bad Schwartau.

## Leben
Nach dem Abitur studierte Engeln an der Universität Münster Physik und schloss das Studium mit Diplom ab. Es folgte ein Lehramtsstudium für das Gymnasium in den Fächern Mathematik und Physik. Nach einer kurzen Zeit als Lehrerin wechselte sie in die Bildungsforschung. Sie promovierte und war bis 2018 als wissenschaftliche Mitarbeiterin an der Christian-Albrechts-Universität zu Kiel tätig.
Von 2013 bis 2016 war sie Vorsitzende des Landeselternbeirats der Grundschulen und Förderzentren. Außerdem war sie Mitglied des Landesschulbeirats.
Engeln ist Mitglied von Bündnis 90/Die Grünen. Bis 2022 gehörte sie der Bad Schwartauer Stadtvertretung an und war dort Fraktionsvorsitzende der Grünen. Bei der Bürgermeisterwahl im Mai 2022 trat sie Einzelbewerberin an und wurde von den Grünen unterstützt. In der Stichwahl, bei der sie auch die Unterstützung der CDU erhielt, setzte sie sich mit 65 % der Stimmen gegen den Amtsinhaber Uwe Brinkmann durch. Am 1. August 2022 trat sie ihr Amt an.